# Флаг Москвы
Флаг Москвы — официальный государственный символ города федерального значения Москвы.
Ныне действующий флаг утверждён 1 февраля 1995 года и внесён в Государственный геральдический регистр Российской Федерации с присвоением регистрационного номера 197.

## История

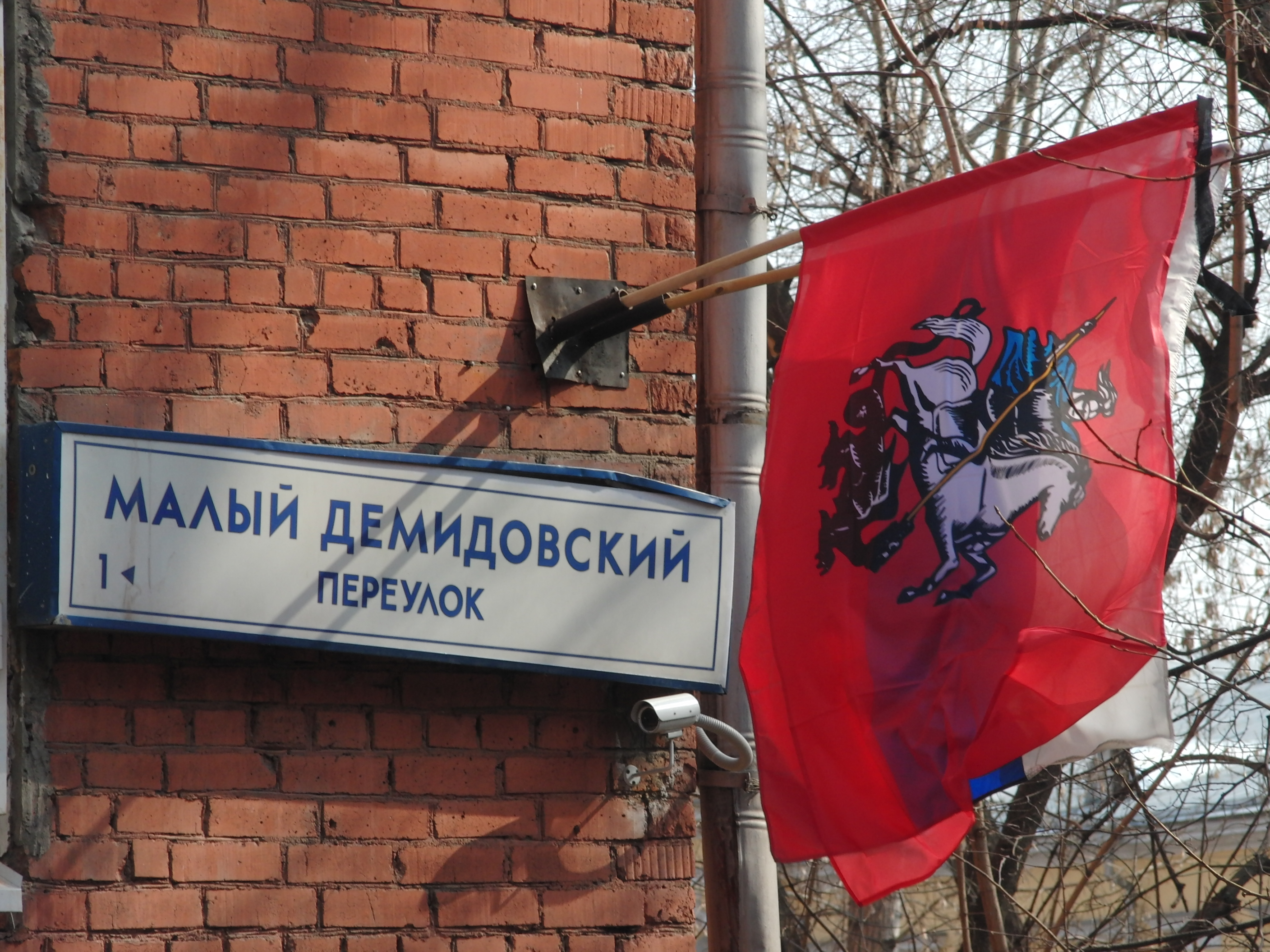
Использование флага Москвы

Первый флаг Москвы был утверждён распоряжением мэра города Москвы от 29 сентября 1994 года № 481-РМ «О флаге города Москвы». Описание флага гласило:
«Флаг города Москвы представляет собой прямоугольное полотнище красного (алого) цвета. В центре флага расположено цветное изображение основного элемента герба Москвы — Георгий Победоносец в серебряных доспехах и лазуревой приволоке (мантии), на серебряном коне, поражающий золотым копьём чёрного змия.
Изображение Георгия Победоносца составляет 1/3 часть полотнища. Отношение ширины флага к его длине 2:3».
1 февраля 1995 года, постановлением Московской городской Думы № 12, был введён в действие Закон города Москвы от 1 февраля 1995 года № 4-12 «О гербе и флаге города Москвы», которым было утверждено новое описание флага города:
«Флаг города Москвы представляет собой прямоугольное полотнище с отношением ширины к длине 2:3 тёмно-красного цвета с двусторонним изображением в центре флага основного элемента герба города Москвы — развёрнутого от древка Святого Георгия Победоносца. Габаритная ширина изображения основного элемента герба на флаге города Москвы должна составлять 2/5 части длины полотнища флага».
30 июля 2003 года предыдущий закон утратил силу и в действие вступил закон № 38 «О флаге города Москвы», принятый 11 июня 2003 года, которым было незначительно изменено описание флага.

## Описание
«Флаг города Москвы представляет собой тёмно-красное прямоугольное полотнище с отношением ширины к длине 2:3 с двусторонним изображением в центре развёрнутого от древка основного элемента герба города Москвы — Святого Георгия Победоносца на коне, поражающего копьём змея. Габаритная ширина изображения основного элемента герба на флаге города Москвы должна составлять 2/5 части длины полотнища».